# Adetus punctatus
Adetus punctatus är en skalbaggsart som först beskrevs av Thomson 1868.  Adetus punctatus ingår i släktet Adetus och familjen långhorningar. Inga underarter finns listade i Catalogue of Life.